# Atractomorpha orientalis
Atractomorpha orientalis is een rechtvleugelig insect uit de familie Pyrgomorphidae. De wetenschappelijke naam van deze soort is voor het eerst geldig gepubliceerd in 1969 door Kevan & Chen.